# Boomtown
Boomtown est une série télévisée policière américaine en 24 épisodes de 42 minutes, créée par Graham Yost et diffusée entre le 29 septembre 2002 et le 28 décembre 2003 sur le réseau NBC et en simultané sur le réseau CTV au Canada.
En France, la série a été diffusée entre le 3 janvier 2004 et le 10 avril 2004 sur Canal+, puis rediffusée sur Jimmy, France 2, France 3 et sur France 4.

## Synopsis
Cette série met en scène des enquêtes criminelles vues sous l'angle de tous les protagonistes : les policiers, l'assistant du procureur, une secouriste des urgences et une journaliste.

## Distribution

### Acteurs principaux
- Donnie Wahlberg (VF : Thierry Ragueneau) : l'inspecteur Joel Stevens
- Neal McDonough (VF : Bruno Dubernat) : David McNorris
- Mykelti Williamson (VF : Lucien Jean-Baptiste) : l'inspecteur Bobby « Fonceur » Smith
- Jason Gedrick (VF : Patrice Baudrier) : l'officier Tom Turcotte
- Gary Basaraba (VF : Jacques Bouanich) : l'officier Ray Hechler
- Lana Parrilla (VF : Nathalie Homs) : Theresa Ortiz
- Nina Garbiras (VF : Magali Barney) : Andrea Little (saison 1)

### Acteurs récurrents
- Megan Ward (VF : Solange Boulanger) : Kelly Stevens
- Annika Peterson (VF : Caroline Beaune) : Katrina
- Dorian Harewood (VF : Joël Martineau) : le capitaine Ronald Hicks
- Kelly Rowan (VF : Marie-Laure Dougnac) : Marian McNorris
- Rick Gomez (VF : Constantin Pappas) : l'inspecteur Daniel Ramos
- Rebecca De Mornay (VF : Micky Sébastian) : Sabrina Fithian
- Vanessa L. Williams (VF : Véronique Alycia) : l'inspecteur Katherine Pierce (saison 2)

### Invités
- Nathan West (en) (VF : Vincent de Boüard) : Zach Berman (épisode 9)
- Frank John Hughes : l'officier Vincent Manzani (épisodes 14 et 15)

Version française
Studio de doublage : Karina films
Direction artistique : Claudio Ventura
Adaptation : Pierre Calamel, Xavier Varaillon  &  Jean-Marie Boyer

## Épisodes

### Première saison (2002-2003)
1. Au quotidien (Pilot)
2. Possession (Possession)
3. Sous pression (The Squeeze)
4. Chimère (Reelin' in the Years)
5. Seule à bord (All Hallow's Eve)
6. Dette d'honneur (The Freak)
7. Smith et Wesson (Insured by Smith & Wesson)
8. Arnaque (Crash)
9. One Man Show (David McNorris Show)
10. Le Meilleur Ami de l'homme (Coyote)
11. Les Gladiateurs (Monster's Brawl)
12. Les Mexicains (Sinaloa Cowboys)
13. À domicile (Home Invasion)
14. Ultimatum (Execution)
15. Cartes sur table (Storm Watch)
16. Fonceur (Fearless)
17. Trou noir (Blackout)
18. Enfants perdus (Lost Child)

### Deuxième saison (2003)
1. L'Appât du gain (The Love of Money)
2. Le Retour (Inadmissible)
3. Le Prix du rêve (Wannabe)
4. Baptême du feu (Haystack)
5. Omega Kappa Rho (The Hole-in-the-Wall Gang)
6. Le Rôle de sa vie (The Big Picture)

## Commentaires
- Le générique de la série est composé d'archives d'événements controversés de l'histoire de Los Angeles. On y voit entre autres les émeutes de Watts, Robert Kennedy peu avant son assassinat à l'Ambassador Hotel de Los Angeles et la poursuite en voiture d'O. J. Simpson.

- L’épisode « Sinaloa Cowboys » est basé sur une chanson de Bruce Springsteen du même nom[1].